# HMS H34
HMS H34 (pennant number - N34) – brytyjski okręt podwodny typu H. Zbudowany w latach 1917–1918 w stoczni Cammell Laird w Birkenhead, gdzie okręt został wodowany 5 listopada 1918 roku. Do służby w Royal Navy został przyjęty 10 września 1919 roku.
HMS H34 należał do serii okrętów typu H ze zmienioną konstrukcją. Po internowaniu części okrętów budowanych na zlecenie w Stanach Zjednoczonych zapadła decyzja o przeniesieniu produkcji do Wielkiej Brytanii. Między początkiem 1917 r. a końcem 1920 r. stoczniowcy z Vickers, Cammell Laird, Armstrong Whitworth, Beardmore i HM Dockyard zbudowali 23 statki tego typu.
W lipcu 1945 roku okręt został sprzedany i złomowany w Troon.